# 31 Crateris
31 Crateris è una stella subgigante blu di magnitudine 5,2 posta alla distanza di 1753 anni luce dal sistema solare.
Sebbene il suo numero di Flamsteed la associ alla costellazione del Cratere, la stella è visibile nell'adiacente costellazione del Corvo; venne inclusa in questa costellazione quando, nel 1930, l'Unione Astronomica Internazionale stabilì i confini delle costellazioni in modo rigoroso.

## Osservazione
Si tratta di una stella situata nell'emisfero celeste australe; grazie alla sua posizione non fortemente australe, può essere osservata dalla gran parte delle regioni della Terra, sebbene gli osservatori dell'emisfero sud siano più avvantaggiati. Nei pressi dell'Antartide appare circumpolare, mentre resta sempre invisibile solo in prossimità del circolo polare artico. La sua magnitudine pari a 5,2 fa sì che possa essere scorta solo con un cielo sufficientemente libero dagli effetti dell'inquinamento luminoso.
Il periodo migliore per la sua osservazione nel cielo serale ricade nei mesi compresi fra febbraio e giugno; da entrambi gli emisferi il periodo di visibilità rimane indicativamente lo stesso, grazie alla posizione della stella non lontana dall'equatore celeste.

## Caratteristiche fisiche
Si tratta di una variabile rotante ellissoidale, la cui magnitudine varia tra 5,190 e 5,230.
La stella 31 Crateris è balzata all'attenzione degli astronomi quando ne furono rilevate le emissioni nell'ultravioletto estremo (λ < 1000 Å) dagli strumenti a bordo del Mariner 10, nel marzo del 1974, in prossimità di Mercurio. Ritenendo che le radiazioni ultraviolette venissero attenuate dal mezzo interstellare, gli studiosi valutarono la possibilità di aver scoperto una luna del pianeta.
Dopo delle analisi frenetiche - la notizia dell'esistenza della luna, sebbene ancora ipotetica, aveva già raggiunto i giornali - si comprese che l'oggetto osservato non era in orbita attorno al pianeta, bensì una stella molto calda, 31 Crateris per l'appunto. La scoperta si rivelò ad ogni modo importante, perché aprì la strada all'astronomia nell'ultravioletto estremo.